# نبيل جاسم
نبيل جاسم (1971 -) إعلامي عراقي

## مشواره المهني
حاصل على بكالوريوس في الاعلام من كلية الآداب عام 1994 وشهادة الماجستير في الإعلام عام 1998 وشهادة الدكتوراة في قسم الصحافة كلية الاعلام عن عام 2006.
عمل مساعد واستاذ في كلية الإعلام جامعة بغداد منذ عام 2003، عمل ناشطا في مجال لدفاع عن حرية التعبير واسس بالاشتراك مع مجموعة منظمات الخاصة منها منظمة تمكين لمراقبة اداء محطات البث العام وكذلك المركز العراقي للدفاع عن حرية التعبير ورئيس منظمة سند لبناء السلام.
عام 1997 أصبح سكرتير تحرير جريدة الزوراء التي أعادت إصدراها نقابة الصحفيين العراقيين، وفي 1998 اصدر مجلة عشتار التي رأس تحريرها حتى عام 2003 كما كان يكتب في جريدة الاتحاد، وبعد عام 2003 أصدر جريدة الأخبار التي لم تستمر طويلا بسبب التمويل وبعدها جريدة الأسواق التي استمرت عاما كاملا وكذلك مجلة السياسة العراقية عمل في قناة السومرية ووكالة بغداد الإخبارية
يشغل منصب مدير قناة دجلة الفضائية وقدم فيها العديد من البرامج الحوارية السياسية
في الخامس من يوليو 2020 عين رئيسا لشبكة الإعلام العراقيلكنه اقام بالإعتذار عن المنصب
في 24 أكتوبر 2021 أنهى مجلس أمناء شبكة الاعلام العراقي تكليف نبيل جاسم من رئاسة الشبكة بتهمة هدر المال العام في ثلاث برامج تلفزيونية، من ضمنهن برنامج “ولاية بطيخ” وبعد يومين أصدرت محكمة القضاء الإداري أمراً ولائياً بإعادة الدكتور نبيل جاسم، رئيساً لشبكة الإعلام العراقي
في مارس عام 2022  تم اختياره رئيسا للجنة الإعلام العربي التابعة للجامعة العربية خلفاً للأمين العام المساعد قيس العزاوي 

## مثوله أمام القضاء العراقي
أقيمت دعوى القضائية التي ضده من قبل النائب موفق الربيعي، أثر ما طرحه في برنامج «أكثر من حوار» الذي بثته قناة دجلة الفضائية، معتبرا أن قضيته مع الربيعي تعتبر معركة حرية تعبير ضد سياسة تكتيم الافواه تلقى استدعاء من قبل قاضي محكمة النشر والاعلام فرع الجزاء، وقد مثل امامه يوم الاثنين 15 حزيران 2015 من اجل الإدلاء بأقواله ورد على ما جاء في التهم التي قدمها ضده النائب في مجلس النواب العراقي عن دولة القانون موفق الربيعي.

ورد عليه بدعوى قضائية ضده متهمه بالإساءة والتشهير وقضت المحكمة ببراءته في أغسطس من نفس العام

## تهديده بالقتل
عام 2016 تلقى تهديدات بالقتل بعد نشر معلومات تكشف قضية فساد يتورط فيها حزب سياسي.

## إثارة الجدل خلال التظاهرات العراقية
خلال المظاهرات العراقية التي اندلعت في 1 أكتوبر 2019.
وخلال استضافته للمتحدث باسم الجيش العراقي اللواء عبد الكريم خلف في برنامجه «وجهة نظر» وقعت مشادة كلامية وخلاف حول أرقام الشهداء التعليق على استخدام قوات الأمن العراقية العنف المُفرط ضد المتظاهرين في وسط العاصمة، بغداد، ومدينة كربلاء، اليوم.
تصاعدت وتيرته بعد وصف خلف الحديث عن أرقام قتلى التظاهرات بأنه «ملف شائك»، واتهم مذيع البرنامج بأنه يُضخمها ويدعى أرقامًا «فلكية»
وحينها رد نبيل جاسم، قائلا 
.

## البرامج التي قدمها
| اسم البرنامج | القناة                | العام     |
| ------------ | --------------------- | --------- |
| أكثر من حوار | قناة دجلة الفضائية    | 2015-2017 |
| زاوية أخرى   | قناة السومرية         | 2017-2018 |
| وجهة نظر     | قناة دجلة الفضائية    | 2019-2020 |
| أقصر الطرق   | قناة الشرقية الفضائية | 2020      |